# Christian Flindt-Bjerg
Christian Flindt-Bjerg (* 19. Februar 1974 in Innsbruck) ist ein ehemaliger dänischer Fußballspieler und heutiger -trainer.

## Karriere

### Spieler
Christian Flindt-Bjerg begann seine Karriere im Seniorenbereich 1991 bei Aalborg BK. Es folgten mehrere Stationen im Ausland.
Beim Karlsruher SC spielt er zunächst nur in der zweiten Mannschaft in der Oberliga und kam dort in drei Jahren nur zu einem Einsatz in der Bundesliga, als er am 25. Spieltag der Saison 1994/95 beim 1:1 gegen Eintracht Frankfurt in der 63. Minute für Thorsten Fink eingewechselt wurde. Weitere Stationen waren der FC Lugano, FC Tirol Innsbruck sowie die norwegischen Vereine Viking Stavanger  und Odd Grenland. Mit Odd Grenland gewann er 2000 den norwegischen Fußballpokal. Flindt-Bjerg erzielte in der Verlängerung den Siegtreffer zum 2:1 gegen seinen früheren Klub Viking Stavanger. 2005 kehrte er nach Dänemark zurück. Dort spielte er für Viborg FF, Jetsmark IF und Thisted FC.

### Trainer
Nachdem er 2011 seine Spielerkarriere in Thisted beendet hatte, trainierte er die dortige U-19-Mannschaft bis 2014. Danach übernahm er als Chefcoach die 1. Herrenmannschaft in der drittklassigen 2. Division West bis 2015.
Von 2015 bis 2017 arbeitete er erneut im Jugendbereich, diesmal bei Aarhus GF.
Seit 2017 ist er erneut als Cheftrainer im Herrenbereich tätig. Bis 2020 zunächst beim Aalborger Vorort-Club Vejgaard BK, seit Sommer 2021 beim nordjütlandischen Zweitliga-Absteiger Skive IK. Dort endete sein Engagement zum 30. Juni 2022.

## Privates
Christian Flindt-Bjerg wurde 1974 im österreichischen Innsbruck geboren, da sein Vater Ove Flindt-Bjerg zu jener Zeit beim FC Wacker Innsbruck unter Vertrag stand.